# Делегация хори-бурят к царю Петру I
Делегация одиннадцати родов, посланная хори-бурятами к царю Петру I в 1702 году.

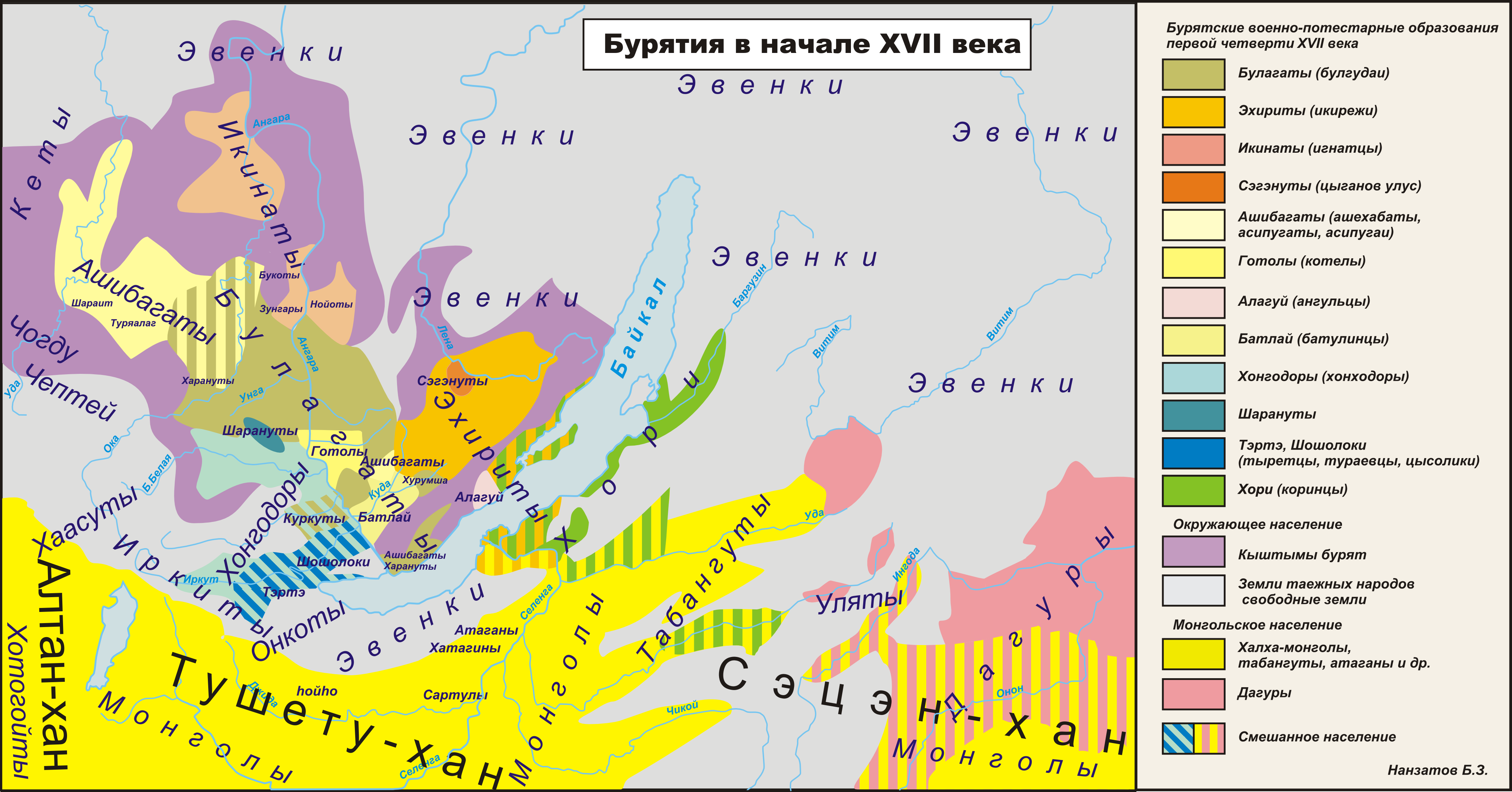
Территория расселения бурят в XVII веке

## Причина отправки делегации
Во второй половине XVII века буряты, жившие на территории от восточных притоков Енисея до Даурии, вошли в состав Русского государства. Самым крупным бурятским племенем в Забайкалье были хори, жившие в восточной части современной Бурятии и на западе Забайкальского края.
В 1680-х годах отношения между бурятами и царскими чиновниками местной администрации резко обострились. Одна из причин конфликта лежала в экономической сфере: бурятские семьи платили ясак (налог) пушниной, а часть скотом. Однако не всегда платёж осуществлялся вовремя. Вот что об этом писал бурятский летописец, глава рода саган, шуленга Вандан Юмсунов (1823–1883): 

«В те времена, в случае, если во время сбора ясака у нас не было денег и пушнины, ближайшие к Селенге русские казаки, имевшие общие с нами места обитания, и крестьяне брали сыновей и дочерей хоринского народа в заложники и причиняли им всяческие страдания. Вследствие таких горестей обнаружилось совершенно невозможное положение»— 
.
Другой причиной для недовольства было заселение русскими казаками и переселенцами родовых земель хоринских бурят, что также приводило к конфликтам. Третьей причиной стали частые набеги маньчжурских и монгольских вооружённых отрядов, угонявших скот.
Представители бурятских родов неоднократно обращались с жалобами в Нерчинское и Иркутское воеводства, а также в канцелярию Сибирского приказа в Тобольске. Однако это ни к чему не приводило. Тогда было созвано всеобщее собрание — суглан всех 11 хоринских родов, на котором по предложению одного из старейшин, зайсана рода харгана Дасха Бодороева, было принято решение направить делегацию к Сагаан-хану («Белому царю» — так буряты называли русского государя). Целью делегации было довести непосредственно до царя проблемы и чаяния хоринских бурят.

## Делегация
Делегация была составлена из представителей всех 11 хоринских родов, всего 52 человека. Главами были назначены зайсан рода галзут Бадан Туракин и зайсан рода харгана Дасха Бодороев.
По летописи известна часть состава делегации:

«Бодонгутского рода зайсан Очихой Сардаев, да разных родов и улусов шуленги: Шарахан, Тозе, Кондохой, Басутай, Баяндай, Тацур, Абундай, Окин, Учир, да есаулы Баданова улуса Бонтурий, Дасиева улуса Адай, Очихаева улуса Атарай. Кондохоева улуса Номой, Басутайева улуса Ногшиной, Баяндуева улуса Харандай, Окинеева улуса Кемзей, Тацурова улуса Танхай, Учирова улуса Ноточий, а также родовые ясашные братские люди...»— 
.
В качестве духовной покровительницы в состав делегации вошла главная шаманка-удаган рода хуацай 23-летняя Эреэхэн. Обязанности переводчика (толмача) исполнял нерчинский приказчик Алексей Шергин.
Все рода снабдили делегацию лошадьми, провиантом, ценным мехом, серебром, золотом. Все были вооружены саблями. Некоторые имели ружья и пистолеты.

## Поход
Осенью 1702 года посланники хоринских бурят, совершив традиционные молебны и ритуальные жертвоприношения, двинулись в далёкий путь. Цель делегации должна была оставаться тайной, поэтому путники по ночам обходили стороной казачьи заставы. Останавливались на отдых в бурятских улусах Приангарья, где также умалчивали о своих планах.
Поход пролегал через горно-таёжные местности Восточной Сибири, равнины Западной Сибири, горы Урала. Путь был нелёгким: отсутствие дорог, дожди, снега, морозы... Особую сложность представляли великие сибирские реки: иногда приходилось преодолевать их вплавь ввиду неполного ледостава.
Были столкновения с разбойниками, конокрадами, беглыми каторжниками. Глава делегации зайсан рода галзут Бадан Туракин в трудные минуты так ободрял своих спутников: 

«Терпите, мужайтесь, не за себя одних страдаем, сносим лишения и беды, рискуем жизнью, а за тех, кто остался дома, в родных степях. За наших старых матерей, наших отцов, за сестёр и братьев, за малых детей терпим муки»— 
.
Чем дальше путники отдалялись от родных краёв, тем меньше стали сторониться главных дорог — заезжали в русские деревни, татарские аилы, поселения других народов. Наконец, в начале февраля 1703 года делегация хоринцев въехала в Москву.

## Аудиенция у Петра I
Прибыв в Москву, буряты с трудом устроились в Китай-городе. Ещё больше трудностей пришлось преодолеть, добиваясь приёма у царских сановников. На счастье хоринцев, им повстречался  Фёдор Алексеевич Головин.
В 1688 году Головин был отправлен царским правительством в Забайкалье для урегулирования пограничного конфликта с Китайской империей, после которого был заключен Нерчинский договор. По приказу Головина был отстроен новый Удинский острог и значительно укреплены другие остроги в землях хори-бурят. В этой поездке он и познакомился с бурятским народом.  Головин помог делегации обустроиться и, самое главное, организовать аудиенцию у Петра I.
Царь принял делегацию в конце февраля 1703 года. Бадан Туракин и Эреэхэн-удаган преподнесли царю соболью шубу и золотые слитки, угостили Петра тарасуном (молочным вином). После чего главы делегации поведали государю о своих проблемах. Царь, внимательно выслушав хоринцев, повелел готовить Указ, который был подписан им 22 марта 1703 года. В Указе говорится: 

 «В  нынешнем,  1703  году,  февраля  в  25  день,  били  челом  нам,  Великому  Государю,  Нерчинские, ясашных брацких людей  разных  родов,  галзутского  роду  зайсан  Бадан  Туракин,  да  харганатского  роду  зайсан  Дасха  Бодороев, да  бодонгутского  роду…, и  все  родовые  ясашные  брацкие  люди.  Жалоба — де  их  иноземцев  Иркутского  присуду  на  селенгинских  и  удинских  служилых  и  всяких  чинов  людей;  в  прошлых  годах  деды  их  жили  за  мунгальскими  тайшами  и, не  похотя  за  ними  жить,  и  со  всеми  своими  родами  вошли  в  наш  Великого Государя  ясак… на породные  свои  земли  кочевать,  где  жили  прадеды  и  деды  и  отцы  их,  и  после  —  де   их  и  иные  роды  их  вошли  в  наш,  Великого  Государя,  ясашный  платеж;  а  породные  их  земли  —  кочевные  места  вниз  по  Селенге,  по  Уде  и  по  Курбе  рекам,  а  на  тех  их  кочевных  местах  удинские  казаки  целыми  заимками  поселились  по  правую  сторону  и  ниже  Чикою  реки  по  Хилку,  по  Темную,  по  Уде  и  Итанце  подле  Байкала  моря.  И  нам,  Великому  Государю, пожаловать  бы  их  иноземцев  за  их  радетельные  многие  непрестанные  службы  и  ясашный  платеж:  велеть  им  быть  под  Нерчинском  по-прежнему  в  их  породных  землях  и  кочевных  и  вышесказанных  местах  по  правую  сторону  Селенги  реки;  а  с  Кударинских  степей  их, селенгинских  и  удинских  служивых  и  всяких  чинов  людей,  с  заимки  свести  на  другую  сторону  Селенги  реки»— 
.

## Последствия
Таким образом, согласно Указу, за хори-бурятами закреплялось право на владение землёй и родовыми кочевьями по Селенге, Оне, Уде, Худану, Тугную, Курбе, Хилку, т. е. территориями вплоть до границ Монголии. Хоринские рода были выведены из подчинения Итанцинского острога и переданы в ведение Еравнинскому острогу.
Казачьи и переселенческие заимки были переведены с правого берега реки Селенги на левый. Военным были даны указания пресекать вторжения монгольских и маньчжурских отрядов на бурятские земли. Указом строго запрещались насильственные действия со стороны воевод и казаков к «ясашным людям».
Прибывшая из Москвы царская комиссия провела расследование злоупотреблений местных чиновников по отношению к бурятам. Некоторое чиновники были сняты со своих должностей.
Поездка делегации одиннадцати хоринских родов стало важным событием в истории Забайкалья. Результатом стало относительное облегчение жизни бурят, возврат родовых земель, юридическая защита от возможных притеснений со стороны чиновников, прекращение набегов монголов и маньчжуров. С того времени внутренняя обстановка в Восточной Сибири, в частности в Забайкалье, относительно нормализовалась.
Память о подвиге хоринских посланников и по сей день жива в памяти бурятского народа.